# Marvel Saga
Marvel Saga est le nom d'une ligne éditoriale de comics publiée en France par Panini Comics de février 2009 à octobre 2017.

## Présentation
Marvel Saga est un magazine trimestriel puis bimestriel à l'origine conçu en France afin de publier les histoires courtes, les séries à très peu de numéros et les séries des héros mineurs de l'univers Marvel tels que le Punisher, Deadpool ou Ant-Man. Il permet aux lecteurs de découvrir pour la première fois des comics encore jamais traduits en français et qui n'auraient pas trouvé leur place dans les grands magazines mensuels tels que ceux des X-Men, Avengers, Spider-Man ou encore Iron-Man. Il est, avant la publication régulière de son propre mensuel en 2016, la ligne éditoriale qui publiera les nombreuses histoires courtes publiées aux États-Unis pour le personnage Deadpool. Marvel Saga est conçu pour succéder à la série Marvel Icons qui publiait depuis 2005 le même type de comics, elle s'arrêtera en janvier 2011. C'est d'ailleurs pour cette raison que la série Punisher War Journal se poursuivra dans les pages du premier numéro de Marvel Saga alors qu'elle était jusqu'alors publiée par Marvel Icons.Marvel Saga est aujourd'hui connue pour avoir publié en France les mini-séries Deadpool Kills de Cullen Bunn, Dalibor Talajić, Matteo Lolli et Salva Espin qui rencontrèrent un important succès chez les amateurs de comics Marvel du monde entier. L'avant-propos de chaque numéro, la présentation des épisodes et le nota bene sont tenus par Aurélien Vives, Christian Grasse, Dorian Mendez, Farid Ben Maïz ou Xavier Fournier en fonction des numéros. Le titre Marvel Saga est la reprise du nom de la ligne éditoriale Marvel Saga dont la publication dura de 1985 à 1987 aux États-Unis. Cette série se vendait à l'époque sous-titrée "The Official History Of The Marvel Universe", "L'histoire officielle de l'univers Marvel".  